# Tartan Army

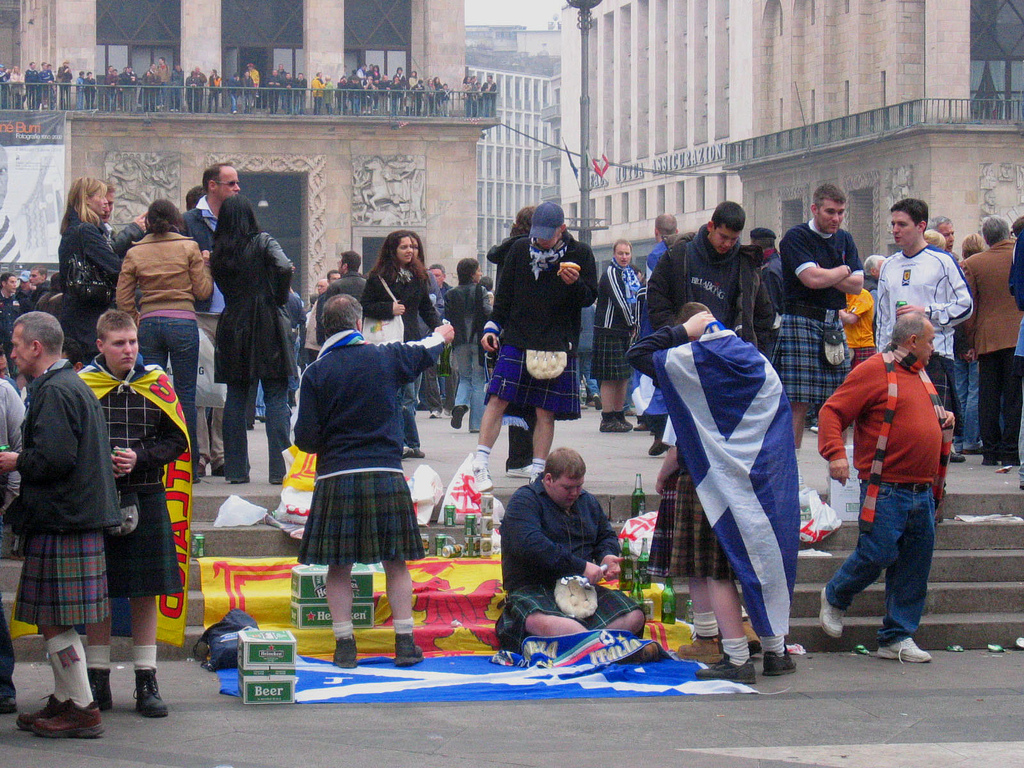
Tartan Army, schottische Fans

Als Tartan Army werden die Fans der schottischen Fußballnationalmannschaft bezeichnet. Der Name bezieht sich auf die von vielen Anhängern getragenen Kilts mit Tartanmuster.
Die Tartan Army wurde 2002 nach dem Weltmeisterschafts Qualifikationsspiel in Brüssel vom belgischen Olympischen Komitee mit dem Fair Play prize ausgezeichnet. Für ihr Verhalten während der Fußball-Europameisterschaft 2024 wurden sie in Medien gelobt und in einer RTL-Umfrage zu den beliebtesten Fans gewählt.

## Offizieller Tartan

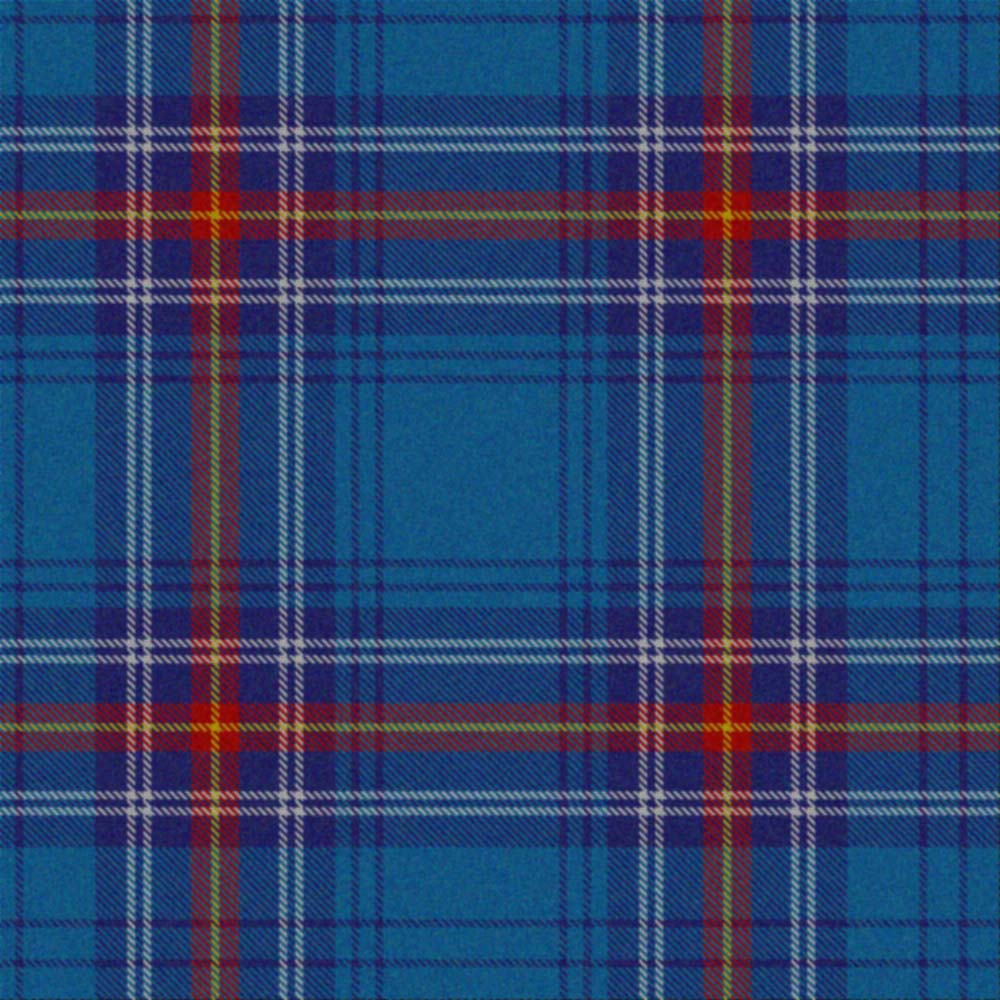
Der Tartan Army Tartan

1997, vor dem FIFA World Cup 1998, ließen zwei Glasgower Geschäftsleute den Markennamen „Tartan Army“ ins Handelsregister eingetragen. Sie baten die „Scottish Tartans Authority“, bei der Schaffung eines Tartans behilflich zu sein, der am 1. März 1997 unter der Nummer 2389 in die Register der „Scottish Tartans Authority“ (STA) und der „Scottish Tartans World Register“ (STWR) eingetragen wurden,
Die Grundfarbe ist Blau, dazu kommen die Farben Rot, Marineblau, Weiß, Goldgelb.